# Ulica (1954.)
Ulica (tal. La Strada) je slavna i hvaljena talijanska drama iz 1954. koja govori o neobičnom prijateljstvu snagatora i blago mentalno zaostale djevojke u zabavljačkom showu. Film, koji je blagi odmak od talijanskog neorealizma, je režirao Federico Fellini i on se smatra prekretnicom u njegovoj karijeri te jednim od najboljih filmova kinematografije. 

## Filmska ekipa
Režija: Federico Fellini
Glume: Giulietta Masina (Gelsomina), Anthony Quinn (Zampano), Richard Basehart (Matto), Aldo Silvani (Giraffa) i dr.

## Radnja
Zampano je ulični zabavljač koji putuje državom sa svojim motociklom i zabavlja publiku kao snagator koji trga lance svezane na svoja prsa. Pošto bi htio proširiti svoju točku, od neke samohrane majke s puno djece kupuje za 10.000 lira mladu, pomalo mentalno zaostalu, ali veselu djevojku Gelsominu. Ona dobiva ulogu klauna i najavljivača njegovih predstava. Dok se voze i putuju od grada do grada, razviju neobičan odnos; ona je pristupačna, on je odbojan. Kada ona jednom pobjegne, naiđe na zabavljača Mattu koji stalno provocira Zampana. Zampano i Gelsomina se nakratko pridruže cirkusu, no na kraju odustanu od te ideje. Negdje ne cesti naiđu opet na Mattu koji ponovno isporovocira Zampana koji ga udari i slučajno ubije. Prestrašen, Zampano pobjegne, no Gelsomina je to vidjela i polako počela gubiti razum pa ju je on ostavio i sam dalje nastavio put. Puno godina kasnije, Zampano od neke žene čuje da je Gelsomina preminula. Ta ga vijest pogodi jer je shvatio da je gajio osjećaje prema njoj te se rasplače na plaži.

## Nagrade
- Osvojen Oscar (najbolji strani film) i jedna nominacija (najbolji scenarij).
- 2 nominacije za BAFTA-u (najbolji strani film, glavna glumica Giulietta Masina).
- Osvojen Kinema Junpo Award (najbolji strani film).

## Kritike
"Cesta" je od kritike bila gotovo jednoglasno hvaljena. Tako je Rita Kempley u svojoj recenziji napisala: "Zavaravajuće jednostavna poetična bajka, Fellinijeva "Cesta" je bila središte kritičke debate kada je doživjela premijeru 1954. jednostavno zato što je označila Fellinijev kraj s neorealizmom - teškom školom koja je dominirala talijanskom kinematografijom nakon 2. svjetskog rata. "Neorealizam bi trebao obuhvatiti ne samo socijalnu stvarnost, nego i duhovnu stvarnost, metafizičku stvarnost, i sve ostalo što je u čovjeku", rekao je Fellini svojim kritičarima...Ovo je priča o iskupljenju ukorijenjena u religioznoj estetici koja je prethodila neorealizmu. Jednostavnost radnje podsjeća na srednjovjekovni komad moralnosti i, kao što je Marcus naglasio, na tradiciju commedia dell'arte, sa svojim čudnim ulogama i klaunovskim kostimima. Gelsomina, Fellinijeva supruga i muza Masina, je doslovno obučena kao klaun i neki su je uspoređivali s Chaplinom, no mene podsjeća na Harpo Marxa...Gelsominino tužno lice klauna je prizor koji najviše proganja u filmu, krasno fotografiranom u crno-bijeloj tehnici. Kako je francuski kritičar Andre Bazin rekao: Fellinijev lik se ne razvija; on se podere. I to se odnosi na njegove filmove". Phil Villarreal je utvrdio: "Potresna, dirljiva bajka koja je Felliniju osigurala Oscara za najbolji strani film te je možda njegovo najbolje remek-djelo". Roger Ebert je zaključio: "Cesta je prvi film koji zaslužuje biti nazvan fellinijevskim...Kako je Pauline Kael primijetila, Zampano je tijelo a Gelsomina duša u priči".

## Vanjske poveznice
- Ulica u internetskoj bazi filmova IMDb-a
- Recenzije na Rottentomatoes.com
- Esej o filmu  Arhivirana inačica izvorne stranice od 1. rujna 2006. (Wayback Machine)